# Departamento de Petén
El Petén, (del itzá: Noj Petén ‘Gran Isla’) oficialmente el Departamento de Petén, es uno de los veintidós departamentos que conforman la República de Guatemala, situado en el extremo septentrional. Limita al norte con el estado mexicano de Campeche; al sur con los departamentos de Izabal y Alta Verapaz; al sureste con el departamento de Quiché; al este con Belice; y al oeste con los estados mexicanos de Tabasco y Chiapas. Posee una extensión territorial de 35 854 km², lo que lo convierte en el departamento más extenso de Guatemala así como en la entidad sub-nacional más grande de Centroamérica.
Los poblados de la Isla de Flores y Santa Elena de la Cruz conforman la cabecera departamental, la cual se encuentra aproximadamente a 488 km de la Ciudad de Guatemala. Aproximadamente un 60 % de la población es mestiza o ladina, del 40 % restante hay mayor peso entre los criollos e indígenas Itzá y Mopán, y en menor peso se encuentra la población negra o garífuna que habitan en los municipios cercanos al sur de Belice y norte de Izabal.

## Geografía física

### Límites
| Noroeste: Tabasco México         | Norte: Campeche México      | Nordeste: Orange Walk Belice            |
| Oeste: Chiapas México            |                             | Este: Orange Walk, Cayo y Toledo Belice |
| Suroeste: Alta Verapaz Guatemala | Sur: Alta Verapaz Guatemala | Sureste: Izabal Guatemala               |

### Geología
Este departamento posee suelos formados en alto porcentaje por aluviones cuaternarios, eocenos, paleoceno-eoceno, cretácico, y la presencia de varias fallas, que provocan los movimientos telúricos. El departamento comprende varias cuencas marinas sedimentarias, dentro de las cuales se depositaron desde fines de la Era Paleozoica, hace más de 200 millones de años, grandes espesores de rocas sedimentarias que hoy día componen el subsuelo de la región.
Dentro de las rocas que afloran en la superficie se encuentran específicamente profusas rocas calizas que corresponden al período cretácico y que se originaron hace aproximadamente 100 millones de años.
La topografía del departamento es levemente variada, y se divide en tres zonas:
- Región Baja: Corresponde a las llanuras y los lagos, donde se encuentra la mayoría de la población del departamento, así como sus grandes praderas o sabanas.
- Región Media: Corresponde las primeras alturas, incluyendo las pequeñas colinas de los valles de los ríos San Pedro, Azul y San Juan.
- Región Alta: Corresponde los Montes Maya en la parte oriental del departamento, la de mayor elevación. Por sus condiciones climáticas siempre ha sido una zona favorable para el establecimiento de la ganadería y colonias agrícolas.

### Orografía
Petén tiene una altitud media de 127 m s. n. m., por lo que está clasificado como tierras bajas, sus extensiones de cadenas montañosas no son variadas, por lo que es considerado planicie.
La Sierra Madre que atraviesa la República se extiende hacia el norte del país, con el nombre de sierra de Chamá. Desde el departamento de Alta Verapaz entra a Petén, donde se divide en varios ramales, siendo el más conocido el de las montañas Mayas, como se le designa al entrar al territorio de Belice.
El resto de la orografía del Petén se reduce a cuatro ondulaciones de poca altura, con dirección este-oeste, que se originan en las montañas Mayas y se extienden hasta las colinas que están junto al río Usumacinta.

### Hidrografía
Este departamento es atravesado por numerosos ríos, cuyas desembocaduras se encuentran en el Mar Caribe y en el Golfo de México. Además, el departamento cuenta con numerosos lagos y lagunas.
Ríos principales
- Usumacinta. Este río es el más caudaloso del departamento y de Guatemala.
- Mopán
- La Pasión
- San Pedro
- Azul
- San Juan
- Salinas

Lagos principales
- Petén Itzá. Es el tercer lago más grande de Guatemala.
- Yaxhá
- El Tigre
- Salpetén

### Zonas de vida vegetal
De las 14 zonas de vida vegetal en Guatemala, según la clasificación de Holdridge, este departamento, por el tipo de topografía existente en su terreno, cuenta con dos zonas de vida. Estas son:
- Bosque húmedo subtropical cálido (bh-SC)
- Bosque muy húmedo subtropical cálido (bmh-SC)

### Áreas protegidas
En los años 1990, como parte de las políticas estatales de preservación, se desarrolló el modelo de reserva de la biosfera, implementado por la UNESCO, para ejercer un mejor control en cuanto a protección del bosque tropical, el cual cubre un 30 % de la parte septentrional del departamento.

## Demografía
A continucación se presenta una lista de datos demográficos recolectados en base al censo del 2018, en donde se destacan tres pilares, como lo son la Población, Vivienda y Educación del Departamento de Petén.
 Petén  cuenta con un total de 545,600 habitantes registrados según los datos del Censo 2018 y para el 2024 se estima un poco más de 640,000 personas en el departamento.
| Gráfica de evolución demográfica de Departamento de Petén entre 1880 y 2024                                |
| |
| Población de los censos y conteos del Instituto Nacional de Estadística de Guatemala (INE) de 1880 a 2024. |

## División política

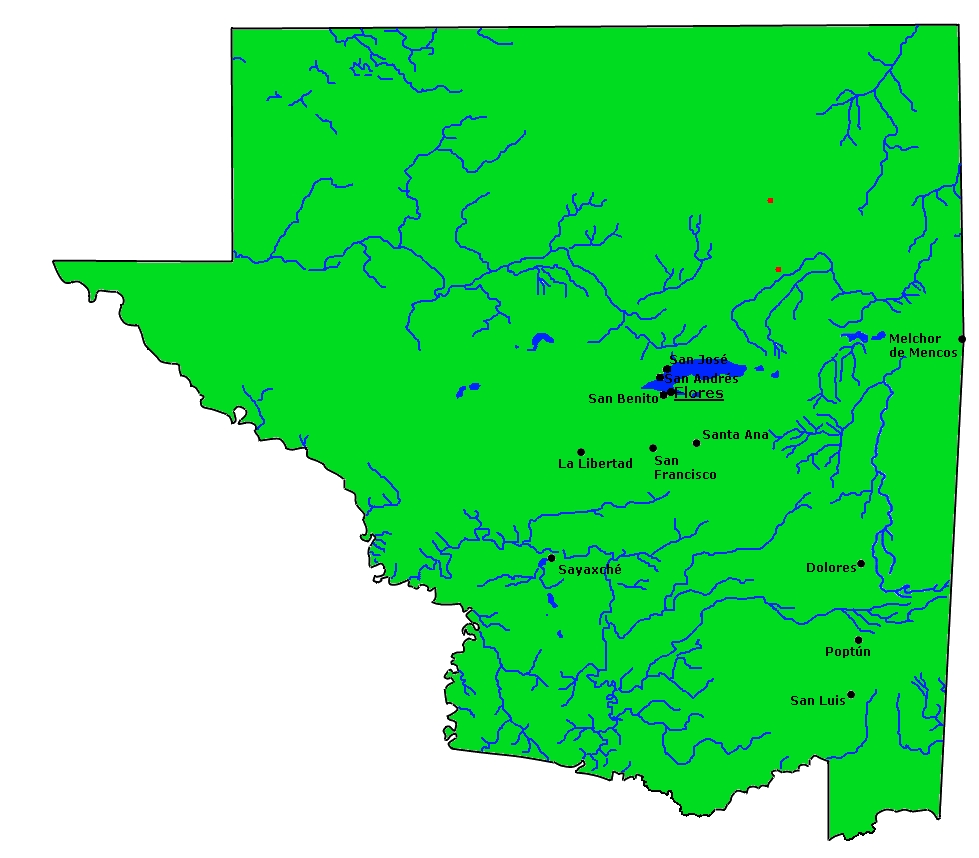
Región de Petén.

El Petén se divide en cuatro sub regiones que agrupan un total de 14 municipios:
Petén Norte: San Andrés, San José.
Petén Sur: El Chal, Dolores, Poptún, San Luis, Sayaxché.
Petén Este: Flores, Santa Ana, Melchor de Mencos (una gran parte de Belice que aún está en disputa).
Petén Oeste: La Libertad, Las Cruces, San Francisco, San Benito.

### Población según municipio
| N. | Municipio         | Población (2018) |
| -- | ----------------- | ---------------- |
| 1  | Sayaxché          | 93,414           |
| 2  | La Libertad       | 71,939           |
| 3  | San Luis          | 67,038           |
| 4  | Poptún            | 52,282           |
| 5  | San Benito        | 43,841           |
| 6  | 'Flores'          | 38,186           |
| 7  | 'San Andrés'      | 32,878           |
| 8  | 'Las Cruces'      | 32,715           |
| 9  | Melchor de Mencos | 28,238           |
| 10 | 'Dolores'         | 26,920           |
| 11 | 'Santa Ana'       | 21,970           |
| 12 | 'San Francisco'   | 15,371           |
| 13 | El Chal           | 13,819           |
| 14 | 'San José'        | 6,989            |
| -  | Petén             | 545,600          |

## Desarrollo
El informe de desarrollo humano publicado en 2022, La celeridad del cambio, una mirada territorial del desarrollo humano 2002–2019, donde se observó el cambio y el avance que ha habido en el país entre 2002 y 2019.
El Departamento de Petén se ubicó en el décimo sexto puesto entre los 22 departamentos de Guatemala. Petén ha tenido un crecimiento sostenible pasando de 0,507 a 0,624. Petén tiene 2 municipios con IDH Alto y 12 municipios con IDH Medio. Flores es el municipio con más desarrollo con 0,720 de IDH mientras Sayaxché está en la cola con 0,556.
| N. | Municipio         | IDH 2018 | IDH 2002 |
| -- | ----------------- | -------- | -------- |
| 1  | 'Flores'          | 0,720    | 0,597    |
| 2  | San Benito        | 0,718    | 0,622    |
| 3  | Poptún            | 0,648    | 0,540    |
| 4  | Melchor de Mencos | 0,647    | 0,543    |
| 5  | Santa Ana         | 0,646    | 0,498    |
| 6  | San Francisco     | 0,640    | 0,529    |
| 7  | Dolores           | 0,625    | 0,485    |
| 8  | El Chal           | 0,623    | 0,485    |
| 9  | San José          | 0,596    | 0,528    |
| 10 | La Libertad       | 0,592    | 0,462    |
| 11 | Las Cruces        | 0,581    | 0,462    |
| 12 | San Andrés        | 0,574    | 0,481    |
| 13 | San Luis          | 0,572    | 0,441    |
| 14 | Sayaxché          | 0,556    | 0,435    |
| -  | Petén             | 0,624    | 0,507    |

| N. | Municipio         | IDH Según Indicadores | IDH Según Indicadores | IDH Según Indicadores |
| N. | Municipio         | Salud                 | Educación             | Nivel de Vida         |
| -- | ----------------- | --------------------- | --------------------- | --------------------- |
| 1  | 'Flores'          | 0,895                 | 0,586                 | 0,713                 |
| 2  | San Benito        | 0,896                 | 0,592                 | 0,697                 |
| 3  | Poptún            | 0,826                 | 0,501                 | 0,657                 |
| 4  | Melchor de Mencos | 0,851                 | 0,486                 | 0,655                 |
| 5  | Santa Ana         | 0,860                 | 0,495                 | 0,633                 |
| 6  | San Francisco     | 0,871                 | 0,471                 | 0,639                 |
| 7  | Dolores           | 0,824                 | 0,475                 | 0,624                 |
| 8  | El Chal           | 0,809                 | 0,476                 | 0,628                 |
| 9  | San José          | 0,836                 | 0,415                 | 0,611                 |
| 10 | La Libertad       | 0,817                 | 0,416                 | 0,612                 |
| 11 | Las Cruces        | 0,767                 | 0,417                 | 0,614                 |
| 12 | San Andrés        | 0,764                 | 0,402                 | 0,618                 |
| 13 | San Luis          | 0,744                 | 0,422                 | 0,598                 |
| 14 | Sayaxché          | 0,726                 | 0,407                 | 0,582                 |
| -  | Petén             | 0,820                 | 0,468                 | 0,634                 |

### Población que vive en el departamento según IDH
| N. | Municipio         | IDH 2018 | Población (2018) | Según Desarrollo |
| -- | ----------------- | -------- | ---------------- | ---------------- |
| 1  | 'Flores'          | 0,720    | 38,186           | 82,027           |
| 2  | San Benito        | 0,718    | 43,841           | 82,027           |
| 3  | Poptún            | 0,648    | 52,282           | 463,573          |
| 4  | Melchor de Mencos | 0,647    | 28,238           | 463,573          |
| 5  | Santa Ana         | 0,646    | 21,970           | 463,573          |
| 6  | San Francisco     | 0,640    | 15,371           | 463,573          |
| 7  | Dolores           | 0,625    | 26,920           | 463,573          |
| 8  | El Chal           | 0,623    | 13,819           | 463,573          |
| 9  | San José          | 0,596    | 6,989            | 463,573          |
| 10 | La Libertad       | 0,592    | 71,939           | 463,573          |
| 11 | Las Cruces        | 0,581    | 32,715           | 463,573          |
| 12 | San Andrés        | 0,574    | 32,878           | 463,573          |
| 13 | San Luis          | 0,572    | 67,038           | 463,573          |
| 14 | Sayaxché          | 0,556    | 93,414           | 463,573          |
| -  | Petén             | 0,624    | 0,624            | 0,624            |

## Historia

### Época prehispánica

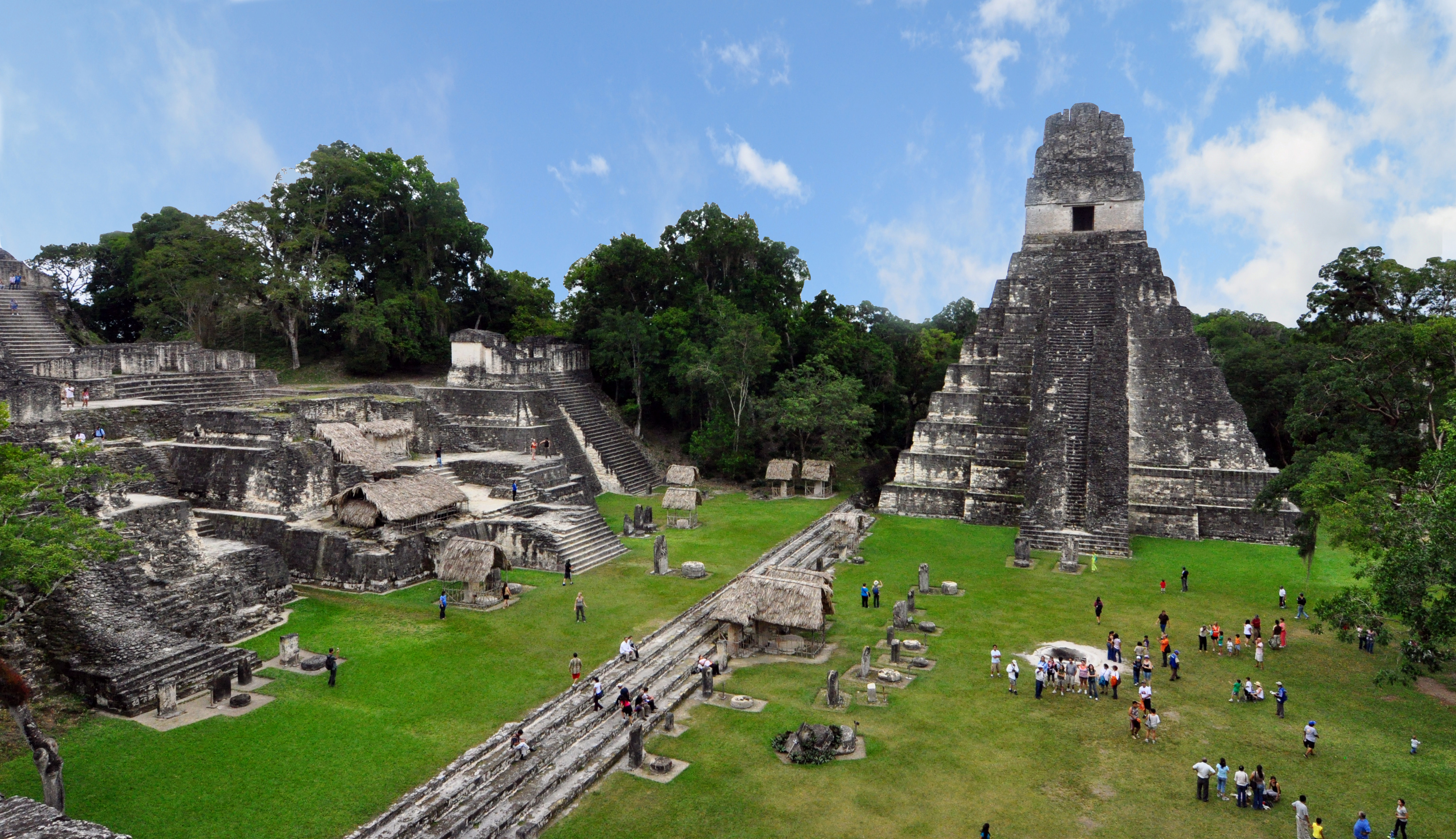
Acrópolis central de Tikal

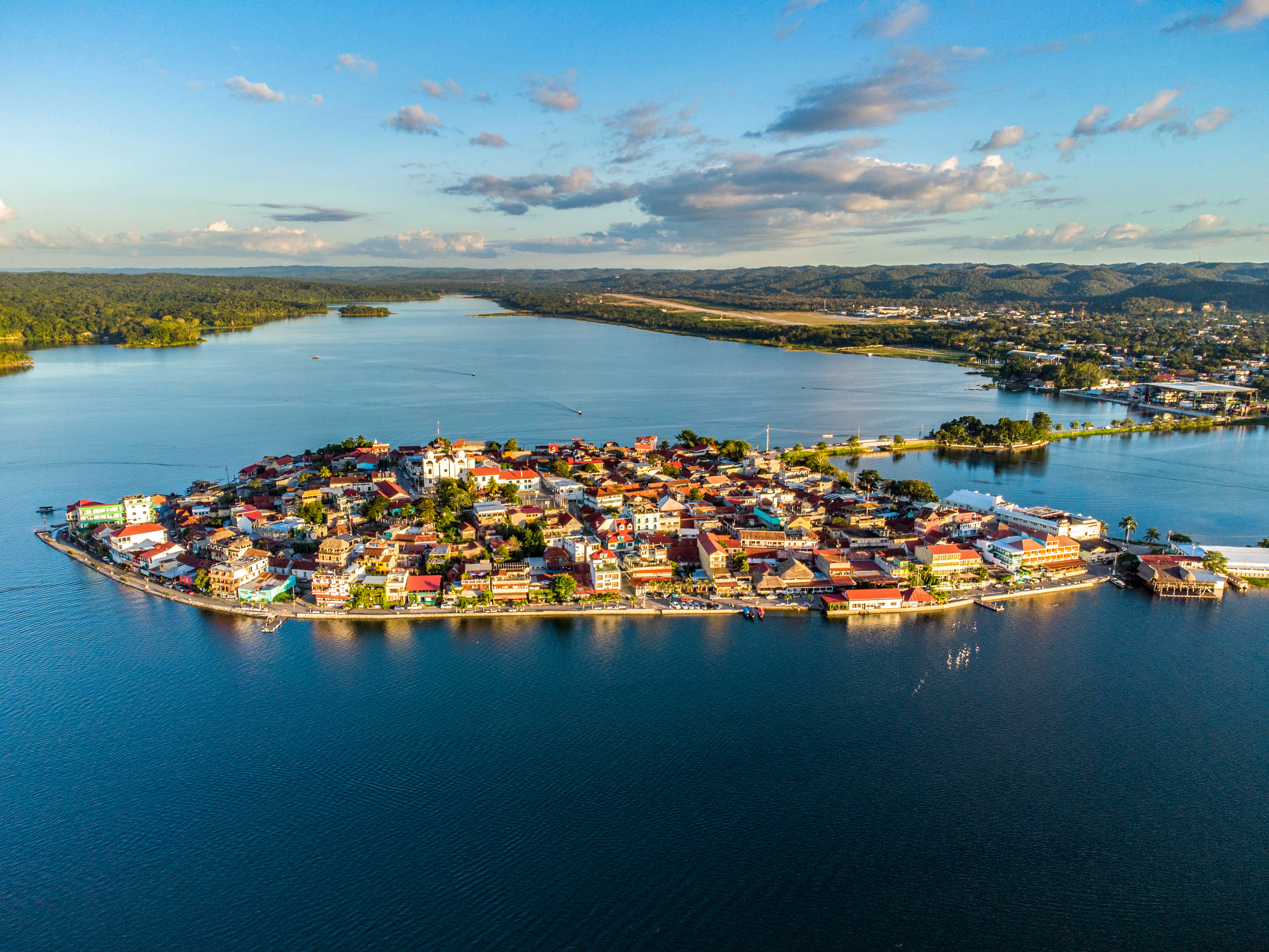
Vista aérea de la Isla de Flores, cabecera departamental.

Petén está situado en el norte del territorio de Guatemala en lo que se denomina las tierras bajas de los mayas. Esta civilización se desarrolló ampliamente en tal ámbito geográfico mesoamericano durante los períodos preclásico y clásico. Posteriormente, tras la llegada de los conquistadores españoles, sirvió Petén como reducto defensivo de los itzaes, que a su retorno de la península de Yucatán, tras la ruptura de la Liga de Mayapán, se volvieron a establecer en la región refugiándose en Tayasal, donde fueron encontrados por los europeos en 1525.
Se estima que Petén se encontraba deshabitado al inicio del tercer milenio antes de Cristo. El período inicia aproximadamente en el año 1000 a. C. y termina rumbo al 320 d. C. se comenzaron a desarrollar ciudades en la Cuenca del Mirador, como Nakbé, El Mirador, Cival y San Bartolo. El período clásico abarcó desde los años 320 a 987 d. C. Los dos principales centros de la zona fueron Uaxactún y Tikal.
| Período            | División             | División                    | Años                |
| ------------------ | -------------------- | --------------------------- | ------------------- |
| Arcaico            | Arcaico              | Arcaico                     | 8000–2000 a. C.     |
| Preclásico         | Preclásico temprano  | Preclásico temprano         | 2000–1000 a. C.     |
| Preclásico         | Preclásico medio     | Preclásico medio temprano   | 1000–600 a. C.      |
| Preclásico         | Preclásico medio     | Preclásico medio tardío     | 600–350 a. C.       |
| Preclásico         | Preclásico tardío    | Preclásico tardío inicial   | 350 a. C. –1 d. C.  |
| Preclásico         | Preclásico tardío    | Preclásico tardío posterior | 1 d. C. – 159 d. C. |
| Preclásico         | Preclásico tardío    | Preclásico Terminal         | 159–250 d. C.       |
| Clásico            | Clásico Temprano     | Clásico Temprano            | 250–550 d. C.       |
| Clásico            | Clásico Tardío       | Clásico Tardío              | 550–830 d. C.       |
| Clásico            | Clásico Terminal     | Clásico Terminal            | 830–950 d. C.       |
| Postclásico        | Postclásico temprano | Postclásico temprano        | 950–1200 d. C.      |
| Postclásico        | Postclásico tardío   | Postclásico tardío          | 1200–1539 d. C.     |
| Conquista española | Conquista española   | Conquista española          | 1511–1697 d. C.     |

Con el fin del período clásico, los grandes centros urbanos de Petén se deshabitaron y la población maya se desplazó retornando algunos grupos mayas al altiplano guatemalteco y otros se trasladaron al norte hacia la península de Yucatán en donde ya se habían establecido grupos importantes llevados por migraciones anteriores que poblaron toda la región septentrional de la península. Con el tiempo y la interacción con grupos que también llegaron provenientes de occidente se dividieron en diferentes pueblos como los cocomes, los tutul xiues, los itzaes y los couohes, entre otros.

### Colonización
Conquista
La colonización en el departamento se desarrolló de una forma diferente y más tardía que el resto de Guatemala.
Se considera a Hernán Cortés como el primer europeo en conocer el territorio, quien durante una expedición desde México a las Hibueras en 1525 llegó a Tayasal. Sin embargo, la conquista no se llevó a cabo debido a que el territorio no era de interés para la Corona española. Debido a esto, Petén permaneció independiente durante 150 años más.
En la segunda mitad del siglo XVII la región se convirtió en motivo de interés como ruta comercial, por lo que comenzaron diversas campañas de conquista. Los itzáes habían resistido todos los intentos de conquista española desde 1524. En 1622 una expedición militar encabezada por el capitán Francisco de Mirones, acompañada por el fraile franciscano Diego Delgado, salió de Yucatán; esta expedición se convirtió en un desastre para los españoles que fueron masacrados por los itzáes. En 1628 los manche ch'ol en el sur fueron puestos bajo la administración del gobernador colonial de Verapaz formando parte de la Capitanía General de Guatemala. En 1633 los manche ch'ol se rebelaron infructuosamente contra el dominio español. En 1695 una expedición militar salió de Guatemala, trató de llegar al lago Petén Itzá; esta fue seguida por misioneros que salieron de Mérida en 1696, y en 1697 por la expedición de Martín de Urzúa y Arizmendi, que salió de Yucatán y que resultó en la derrota final de los reinos independientes del centro de Petén que tenían su sede en la isla de Nojpetén —la moderna ciudad de Flores— y su incorporación en el Imperio español.
| Fecha                 | Evento | Departamento moderno de Guatemala     |
| --------------------- | --- | ------------------------------------- |
| 1618                  | Misioneros franciscanos llegan a Nojpetén, capital de los itzáes                                               | Petén                                 |
| 1619                  | Otras expediciones misioneras a Nojpetén                                                                       | Petén                                 |
| 1684                  | Reducción de San Mateo Ixtatán y Santa Eulalia                                                                 | Huehuetenango                         |
| 29 de enero de 1686   | Melchor Rodríguez Mazariegos sale de Huehuetenango, encabezando una expedición contra los lacandones           | Huehuetenango                         |
| 1695                  | El fray franciscano Andrés de Avendaño trata de convertir a los itzáes                                         | Petén                                 |
| 28 de febrero de 1695 | Expediciones españolas contra el pueblo lacandón salen simultáneamente de Cobán, San Mateo Ixtatán y Ocosingo  | Alta Verapaz, Huehuetenango y Chiapas |
| 1696                  | El fray Andrés de Avendaño se ve obligado a huir de Nojpetén                                                   | Petén                                 |
| 13 de marzo de 1697   | Nojpetén cae a los españoles después de una feroz batalla y es rebautizado como Nuestra Señora de los Remedios | Petén                                 |

Período Colonial (1697-1821)
Tras la conquista, se edificó sobre las ruinas de Tayasal una guarnición militar denominada Nuestra Señora de los Remedios y San Pablo del Itza. Poco a poco se asentaron familias españolas y comenzó el trazado de la isla, la cual fue poblada en el estilo español renacentista de la época. Durante este período, Petén era parte del partido de la Verapaz. En 1814 fue segregado de dicho territorio y elevado a categoría de corregimiento.

### SigloXIX

#### Creación del distrito de Petén en la Verapaz
El Estado de Guatemala fue definido de la siguiente forma por la Asamblea Constituyente de dicho estado que emitió la constitución del mismo el 11 de octubre de 1825: «el estado conservará la denominación de Estado de Guatemala y lo forman los pueblos de Guatemala, reunidos en un solo cuerpo. El estado de Guatemala es soberano, independiente y libre en su gobierno y administración interior.»
Petén fue uno de los distritos dependientes originales del Estado de Guatemala en 1825; se encontraba en el departamento de Verapaz cuya cabecera era Cobán y tenía a los municipios de Cobán, Cahabón, Tactic, Salamá y Rabinal, además del distrito de Petén.
La constitución del Estado de 1825 también estipuló los circuitos para impartir justicia; en Petén estos fueron:
| N.º | Circuito | Poblados                                  |
| --- | -------- | ----------------------------------------- |
| 1   | Flores   | San Benito, Flores, San José y San Andrés |

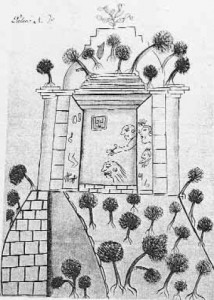
Templo de Tikal dibujado por Eusebio Lara en 1853.

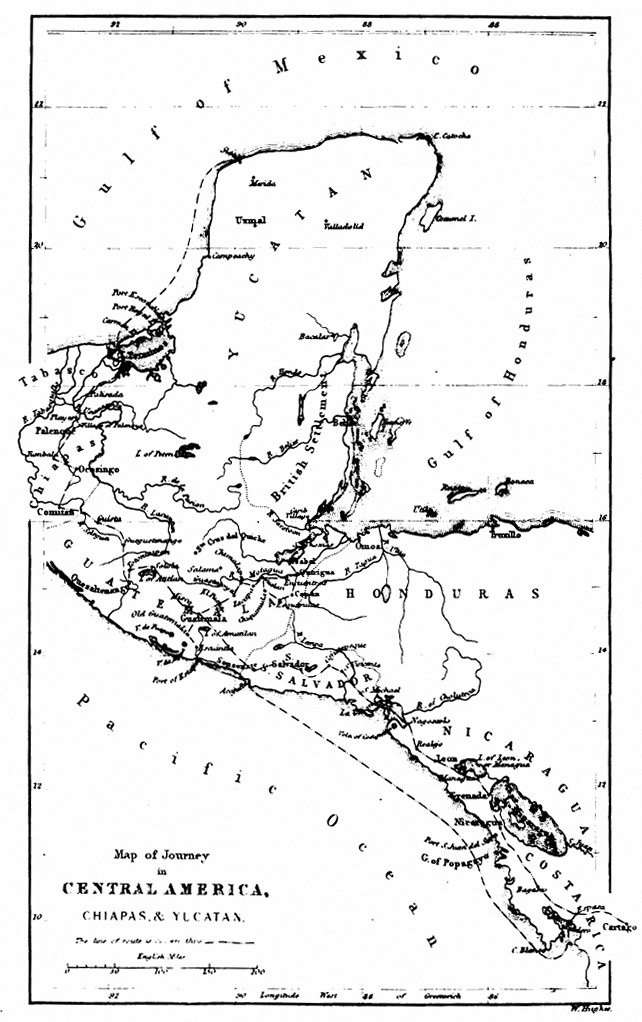
Mapa de Guatemala en 1839. Obsérvese las fronteras no delimitadas con México en Yucatán y Chiapas, y que Belice todavía era únicamente un asentamiento inglés.

Luego de la independencia de Centroamérica de 1821 Petén continuó siendo un corregimiento. El 29 de octubre de 1825, se le dio a la cabecera «Remedios del Itzá» la categoría de Villa. El 18 de mayo de 1830, se acuerda en honor a Cirilo Flores, el Vicejefe del Estado de Guatemala, ponerle el nombre de Flores a la cabecera departamental en lugar de «Remedios del Itzá», y concederle el título de ciudad.
La Guerra de Castas entre los nativos mayas del sur y oriente de Yucatán —entonces una nación independiente— y la población de blancos (criollos y mestizos), que se encontraba establecida en la porción occidental de la península de Yucatán, se iniciaron en el mes de julio de 1847, poco después de que Guatemala se declarara como una república el 21 de marzo de ese año.
A partir de 1850 comenzó a darse el poblamiento del resto del territorio petenero, apareciendo nuevos municipios producto en parte de oleadas de colonización, muchos de ellos refugiados yucatecos. Es durante esta época que surge el nombre del corregidor Modesto Méndez, quien fue corregidor de la región de 1846 a 1859. Durante la época del general Rafael Carrera y Turcios (1840-1865), los corregidores tenían enorme poder en sus regiones; de hecho, esto era particularmente evidente en Petén en el que Méndez era prácticamente un rey pues fungía no solo como corregidor, sino que además era el juez de paz y el hombre más sabio de la región. Méndez, más que nadie, era la imagen de Petén: una mezcla de virtud y cinismo, pretensiones absurdas y verdaderos hazañas heroicas en las junglas de la región: no solamente encontró ciudades perdidas, sino que negoció tratados de paz durante la Guerra de Castas. De hecho, los peteneros en ese momento no sabían —y no les preocupaba saber— si eran yucatecos, mexicanos, guatemaltecos o parte del feudo privado de Modesto Méndez.
En marzo de 1848, Méndez organizó una expedición en la selva, durante la cual descubrieron la ciudad maya de Tikal. El Corregidor iba acompañado de Antonio Matos y José María Garma, ambos regidores, al igual que de los señores Ambrosio Tut, Vicente Díaz y Bernabé Castellano y del maestro Eusebio Lara. Lara fue el primero realizar dibujos de los templos y estelas, los cuales fueron adjuntados al informe oficial que el coronel Méndez envió al general Rafael Carrera y Turcios, informándole del descubrimiento de las ruinas de Tikal En 1852, nuevamente en una expedición, descubrió los sitios de Ixkún e Ixtutz. Sin embargo, los dibujos que corresponden a estos descubrimientos, publicados en 1854. sugieren que el autor podría ser otro artista, y no Eusebio Lara, pero esto no se ha comprobado. Méndez fue sustituido por José Vidaurre en 1860, y murió en 1863, luego de que por orgullo, hubiese rechazado que se le otorgara su antiguo puesto de corregidor, y participando en intrigas locales hasta el final.

#### Elevación a categoría de departamento
El 12 de septiembre de 1839, luego de la separación del Estado de Los Altos, el Estado de Guatemala se reorganizó en siete departamentos y dos distritos independientes:
- Departamentos: Chimaltenango, Chiquimula, Escuintla, Guatemala, Mita, Sacatepéquez, y Verapaz
- Distritos: Izabal y Petén[11]

Aparte de los distritos independientes, hubo también distritos adscritos a los departamentos, como fue el caso de Amatitlán. La diferencia entre los departamentos y los distritos independientes era que los departamentos fueron instituidos en donde había curatos y poblados definidos, mientras que los distritos lo fueron en las regiones más alejadas e inhóspitas del estado. Los poblados fueron definidos utilizando el listado que generó el gobierno del Dr. Mariano Gálvez en 1836 para implementar los fracasados juicios de jurados, y cada departamento estaba dividido en distritos menores para su mejor gobierno.
Tras la sangrienta recuperación del Estado de Los Altos por parte del general Rafael Carrera, el 26 de febrero de 1840 los departamentos del mismo, Quetzaltenango y el barrio, se reintegraron al Estado de Guatemala a petición de los pobladores indígenas de las municipalidades fuera de Quetzaltenango. Sin embargo, tras la salida de Carrera del poder en 1848, el Estado de Los Altos nuevamente se separó de Guatemala, pero cuando era inminente el retorno del caudillo conservador, el 8 de mayo de 1849 se firmó un convenio entre el general Mariano Paredes, presidente de la República de Guatemala y el general Agustín Guzmán en la ciudad de Antigua Guatemala para que los territorios separados se reincorporaron a la nación guatemalteca.
El 8 de mayo de 1866, el gobierno del mariscal Vicente Cerna y Cerna elevó a Petén a la categoría de departamento por el acuerdo que dice:
| Palacio de Gobierno Guatemala 8 de mayo de 1866, Habiendo tomado en consideración la solicitud hecha por la municipalidad de San Marcos, para que el distrito de este nombre fuese elevado al rango de departamento: atendiendo a que el nombre de distrito que llevan hasta el día de hoy algunas divisiones territoriales de la república, la que tuvo su origen en un sistema que ya no existe; y Considerando así mismo, que el régimen político militar, judicial y económico es actualmente uniforme en la república. El Presidente En uso de las facultades que le da el decreto del 9 de septiembre de 1839, tiene a bien acordar: -Que los territorios de San Marcos, Huehuetenango, Petén, Izabal y Amatitlán, que han conservado la denominación de distritos, se les dé en lo sucesivo la de departamento, debiendo en consecuencia sus autoridades tomar las mismas denominaciones que usan las de los otros departamentos de la república, sin que ninguno de ellos conserve dependencia de otro en su régimen político y administrativo. Comuníquese a quien corresponda y publíquese en la Gaceta Oficial. |

#### Comisión de Límites con México

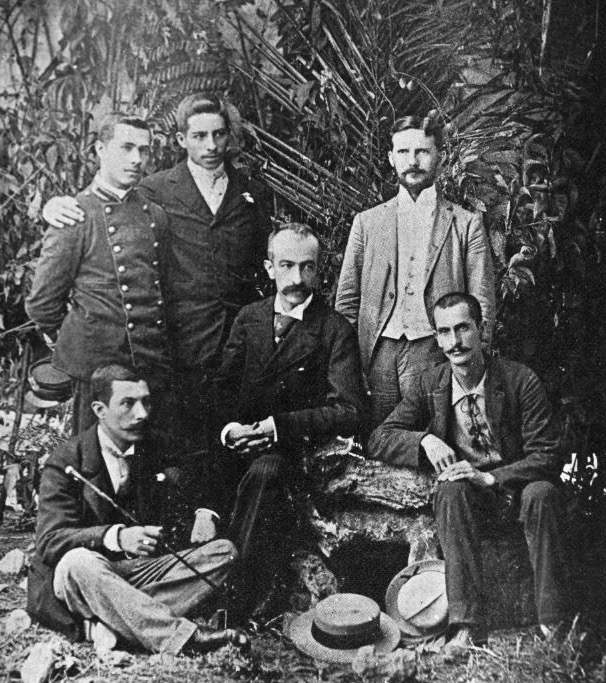
Comisión de ingenieros de Guatemala en el proyecto de la delimitación de límites con México.

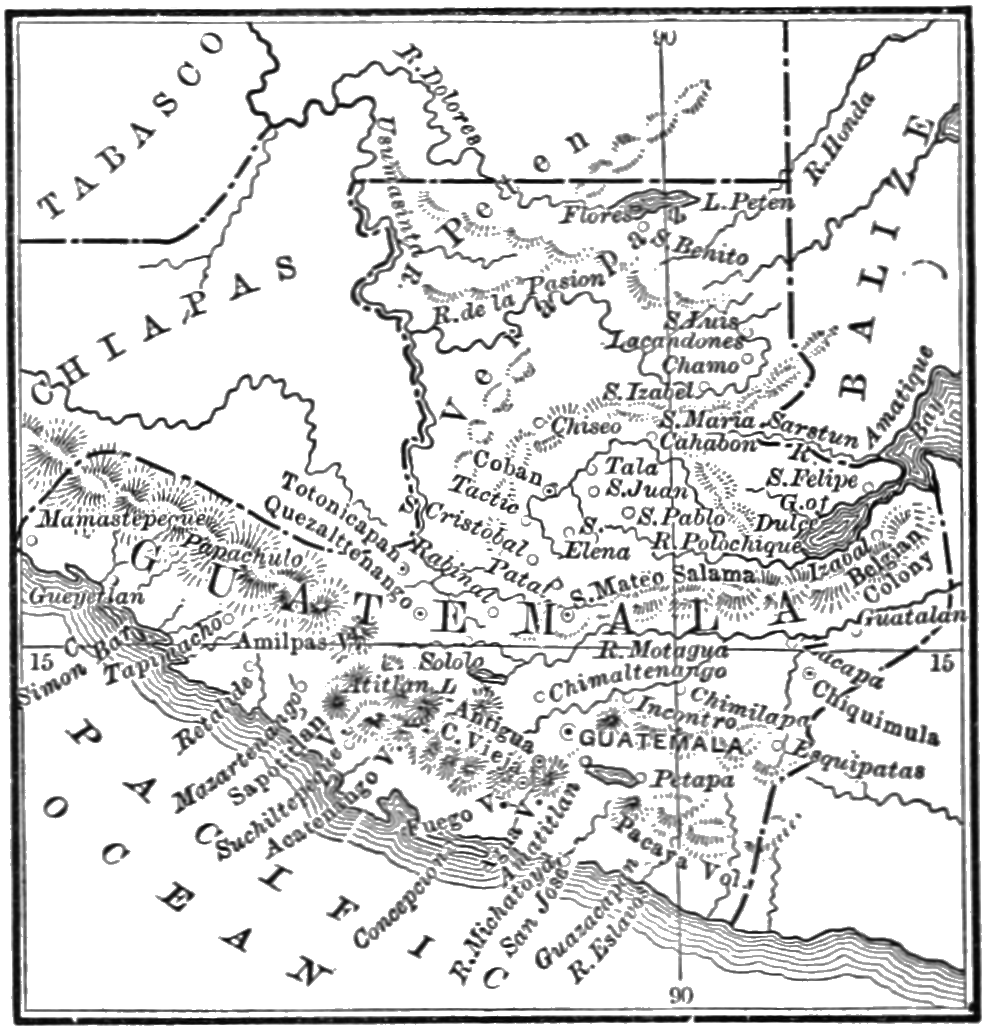
Mapa de Guatemala en 1884. Obsérvese que Petén ya está delimitado por las fronteras con México y con Belice.

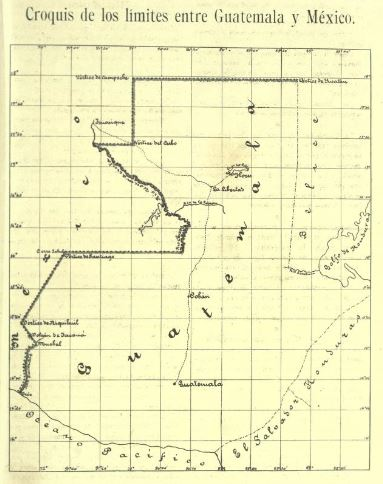
Croquis de los límites de Guatemala y México luego de que la comisión de límites concluyera los trabajos topográficos en 1896.

Las fronteras de Petén con México se establecieron por un proceso prolongado y tortuoso que se iniciaron con un convenio celebrado en la capital de México el 7 de diciembre de 1877 por los representantes de ambos países, fueron nombradas dos comisiones de ingenieros, una por cada nación para que reconocieran la frontera y levantaran un plano que sirviera para las negociaciones entre los dos países; aunque se hizo un mapa de la frontera comprendida entre las faldas del volcán Tacaná y el océano Pacífico, se celebró la reunión del presidente Justo Rufino Barrios y Matías Romero, representante mexicano, en Nueva York el 12 de agosto de 1882, en la que se sentaron las bases para un convenio sobre límites, en las cuales hizo constar que Guatemala prescindía de los derechos que le asistieran sobre Chiapas y Soconusco y se fijaron los límites definitivos. En noviembre de 1883, se dio principio al trazado de la frontera y al levantamiento del plano topográfico de sus inmediaciones, siendo jefe de la comisión guatemalteca el astrónomo Miles Rock, y sus colaboradores Edwin Rockstroh, Felipe Rodríguez, Manuel Barrera y Claudio Urrutia. En el primer año de trabajo se llegó únicamente al cerro Ixbul, y en el siguiente se buscó llegar al Río Usumacinta o al Río Chixoy, pero fue en extremo difícil debido a que no había caminos en el área.
Lo más difícil de sobrellevar fue lo inhóspito de la región de Ixcán en donde en seis meses murieron cerca de trescientos ayudantes. Y, por último, se encontraron con que el río Chixoy estaba más al este de lo que se creía y lo fueron a encontrar cerca de Cobán, muy lejos de la frontera con México. Ni Urrutia ni Rockstroh continuaron con la comisión, que entre 1884 y 1895 trabajó en estudios y trazados de las líneas del oeste y norte del Petén.
En 1895 hubo otro convenio entre el ministro de Guatemala en México, Sr. Emilio de León y el gobierno mexicano y se organizó una nueva comisión guatemalteca. En esta oportunidad, el jefe de la comisión fue el ingeniero Urrutia y sus colaboradores fueron los ingenieros Manuel Amézquita, Fabián Ortiz y Ricardo Walker, junto con los ayudantes Rafael Aldana, Abraham Flores, José Víctor Mejía De León y Francisco Reyes. En septiembre de ese año se hicieron presentes en la cabecera del Petén en donde ser reunieron con la comisión mexicana. Luego de estudiar las diversas líneas trazadas por ambas comisiones, se llegó al convenio definitivo en enero de 1896, cuando se construyeron quince monumentos que demarcaban la frontera.
En su informe al Gobierno de la República de Guatemala en 1900, Urrutia indicó que: «[...] el tratado fue fatal para Guatemala. En todo con lo que la cuestión de límites se relacionó durante aquella época, existe algo oculto que nadie ha podido descubrir, y que obligó a las personas que tomaron parte en ello por Guatemala a proceder festinadamente o como si obligados por una presión poderosa, trataron los asuntos con ideas ajenas o de una manera inconsciente». Y luego continúa: «Guatemala perdió por una parte cerca de 15.000 km y ganó por otra, cosa de 5,140 km. Resultado: Una pérdida de 10,300 km. Guatemala perdió catorce pueblos, diecinueve aldeas y cincuenta y cuatro rancherías, con más de quince mil guatemaltecos, mientras que México perdió un pueblo y veintiocho rancherías con 2500 habitantes: júzguese la equidad en las compensaciones».
Todos los ejemplares de la Memoria sobre la Cuestión de Límites fueron recogidos por órdenes del presidente Manuel Estrada Cabrera poco después de haberse repartido; y de acuerdo a la historiadora Solís Castañeda, lo mismo ocurrió con la segunda edición -1964- y con el libro 'Grandezas y Miserias de la Vida Diplomática', los cuales fueron decomisado en 1968 por instrucciones del Ministerio de Relaciones Exteriores del gobierno del licenciado Julio César Méndez Montenegro.

### SigloXX

#### Inicio de explotación forestal
El siglo XX marca el inicio de la explotación, transformación y exportación agroforestal en Petén. Durante este tiempo existía un desinterés por parte de las autoridades locales y centrales por conectar ambas regiones.
En los años 20, la ciudad de Santa Elena de Santa Cruz se desarrolla como efecto de la expansión de Flores, y al conurbarse con San Benito comienza a hablarse de área central para referirse a la cabecera. La espina dorsal de la economía era la explotación del chicle y el caucho, cuyo principal mercado eran México, Estados Unidos y Belice, con quienes además se mantenían mayores enlaces culturales que con Guatemala. Durante este periodo se da un gran auge al desarrollo de aeródromos en todo el departamento, llegando a contabilizarse 14 para 1950.

#### FYDEP
Tras la contrarrevolución de 1954, el gobierno guatemalteco creó el Consejo de Planificación Económica (CNPE) y empezó a utilizar estrategias de libre mercado, asesorado por el Banco Mundial y la Administración de Cooperación Internacional (ICA) del gobierno de los Estados Unidos. El CNPE y la ICA crearon la Dirección General de Asuntos Agrarios (DGAA), la cual se encargó de desmantelar y anular los efectos del Decreto 900 de Reforma Agraria del gobierno de Jacobo Árbenz Guzmán. En 1959, se aprobó el decreto ley 1286 que creó la Empresa Nacional de Fomento y Desarrollo Económico del Petén (FYDEP), dependencia de la Presidencia de la República, y que se encargaría del proceso colonizador del departamento de Petén; en la práctica, el FYDEP estuvo dirigido por militares y fue una dependencia del Ministerio de la Defensa; paralelamente, la DGAA se encargó de la faja geográfica que colindaba con el límite departamental de Petén y las fronteras de Belice, Honduras y México, y que con el tiempo se llamaría Franja Transversal del Norte (FTN).
Además de ser un ente observador que reunía todas las responsabilidades de un gobierno autónomo, el FYDEP desarrolló un complejo aparato burocrático para atraer al departamento a las esferas de influencia de Ciudad de Guatemala y aprovechar las ya vulnerables reservas naturales. Entre sus funciones sobresalieron:
- Construir una carretera que uniera a Petén con el resto del país para alejarlo de la influencia mexicana.[cita requerida]
- Mejorar el control sobre Belice (con el cual existía un diferendo territorial) para evitar su pérdida.
- Promover la migración selectiva de campesinos guatemaltecos del sur y el oriente con el fin de aliviar la crisis agraria del resto de Guatemala.
- Generar los planes de ordenamiento territorial acordes a los intereses del país.

Sin embargo, durante las décadas siguientes sus funciones fueron transformándose de acuerdo a los problemas de cada época; la población se cuadriplica, principalmente en el área rural gracias a las comunidades implantadas por el FYDEP.
En la década de 1970, dentro del marco de la guerra civil de Guatemala, el territorio no escapó a los efectos del conflicto, principalmente en el territorio de La Libertad, donde ocurrieron numerosas masacres contra la población campesina.
Aunque en este período no se pudo evitar el crecimiento en la explotación de recursos forestales, fue el tiempo en que el turismo y la explotación petrolera comienzan a establecerse.
El FYDEP terminó sus funciones a mediados de los año 80, teniendo en los últimos años funciones diversas a los objetivos originales.

## Religión
| Religión en Petén (2018)   | Religión en Petén (2018)   | Religión en Petén (2018) | Religión en Petén (2018) | Religión en Petén (2018) |
| -------------------------- | -------------------------- | ------------------------ | ------------------------ | ------------------------ |
| Religión                   | Religión                   |                          | Porcentaje               | Porcentaje               |
| Catolicismo                | Catolicismo                |                          | 37 %                     | 37 %                     |
| Protestantes y Evangélicos | Protestantes y Evangélicos |                          | 35 %                     | 35 %                     |
| Sin Religión               | Sin Religión               |                          | 19 %                     | 19 %                     |
| NR                         | NR                         |                          | 7 %                      | 7 %                      |
| Otras religiones           | Otras religiones           |                          | 2 %                      | 2 %                      |

Luego de la conquista del Petén en 1697, y durante el xix, prácticamente toda la población creyente del departamento profesaba la religión católica; sin embargo, tras el derrocamiento del gobierno revolucionario de Jacobo Arbenz Guzmán en 1954 fueron surgiendo otras denominaciones cristianas, principalmente de grupos protestantes con sede en los Estados Unidos. Según el censo realizado en 2002, las creencias del departamento se dividían así:
| Cristianos    | Cristianos       | Cristianos               | Otras religiones (%) | Ateos o agnósticos (%) |
| Católicos (%) | Protestantes (%) | Otras denominaciones (%) | Otras religiones (%) | Ateos o agnósticos (%) |
| ------------- | ---------------- | ------------------------ | -------------------- | ---------------------- |
| 44.7          | 36.9             | 0.4                      | 0.4                  | 18.7                   |

Según la cual, el porcentaje de relación entre el departamento y el resto de Guatemala en cuanto a cristianos «católicos» se mantiene de manera similar a regiones como el Suroccidente, Noroccidente; en cuanto «protestantes» se mantiene un nivel similar al Noroccidente y región Central, cabe destacar que el departamento presenta la mayor población no creyente del país.

## Tradiciones
Entre sus tradiciones se encuentran: La Chatona, El Caballito, Las Mesitas, la procesión de la Santa Calavera, los Huastecos, los faroles, el Baile del Venado, la enhiladera de flores, la quema del diablo, el muerto, el día de los difuntos.

### Bailes tradicionales peteneros
Los bailes tradicionales del departamento de Petén son «La Chatona» y «El Caballito».

#### La Chatona
En este baile se presenta una muñeca de aproximadamente dos metros de altura, y se realizada durante las fiestas patronales de los municipios y otras fiestas. La estructura de la muñeca permite que una persona entre en ella y pueda sostenerla por largo tiempo mientras baila con las personas a su alrededor.

#### El Caballito
Conocido también como «Baile del Caballito de Tata Vicente», es un baile realizado por miembros del grupo folklórico de la Casa de la Cultura de San Juan de Dios, en el municipio de San Francisco y constituye una de la tradiciones emblemáticas del departamento. Consiste en un baile en el que una persona se introduce en una armazón en forma de caballo con una considerable cantidad de adornos y que sostiene con ambas manos durante el baile, sobresaliendo desde la cintura hacia arriba simulando el jinete, mientras que sus piernas se convierten en las del caballito.[cita requerida]
El baile del caballito se realiza en las fiestas patronales de los municipios del departamentos y en las fiestas patrias y es tradicional que acompañe a otros bailes tradicionales, especialmente el de la Chatona y el tradicional baile español de «Moros y Cristianos».

### Leyendas
En Petén se cuentan varias leyendas como la del Cristo Negro de Petén, el caballo de piedra de Hernán Cortés, la princesa Sac Nicté, La Llorona, La Siguanaba, El Cadejo, el Tzizimite, la Ixtabay y la Piedra de los Compadres.[cita requerida]

### Fiestas patronales
| Municipio              | Fecha           | En honor a                 |
| ---------------------- | --------------- | -------------------------- |
| Flores                 | 15 de enero     | Cristo Negro de Peten.     |
| San José               | 19 de marzo     | San José                   |
| San Benito             | 3 de abril      | San Benito de Palermo      |
| Poptún                 | 29 de abril     | San Pedro Mártir de Verona |
| Melchor de Mencos      | 18 de mayo      | San Martín de Porres       |
| Dolores                | 30 de mayo      | Virgen de Dolores          |
| Santa Ana              | 26 de julio     | Santa Ana                  |
| Santa Elena de la Cruz | 18 de agosto    | Santa Elena de la Cruz     |
| San Luis               | 25 de agosto    | San Luis IX Rey de Francia |
| San Francisco          | 4 de octubre    | San Francisco de Asís      |
| San Andrés             | 30 de noviembre | San Andrés Apóstol         |
| La Libertad            | 12 de diciembre | Virgen de Guadalupe        |
| Las Cruces             | 1 al 5 de mayo  | Santa Cruz                 |

## Idiomas
Los idiomas originarios de este departamento son el itzá y el mopán. En zonas limítrofes con México se habla también el lacandón y el maya yucateco, de los cuales persisten el Maya Itzá y el Maya Mopán. La mayoría de habitantes habla el español como idioma popular, aunque existe una parte de población que habla el idioma Maya Q'eqchí', especialmente en los municipios de Sayaxché y San Luis.

## Economía
Este departamento respalda su economía con varias actividades como lo son las agrícolas, con cultivos de maíz, frijol, arroz, caña de azúcar, tabaco, henequen, maguey, café, hule, frutas, talla de madera|madera fina|maderas finas y preciosas, chicozapote, etc.; las pecuarias, con la crianza de ganado vacuno de doble propósito, la producción de lácteos, su fauna variada y abundante de vida silvestre; y las artesanales, siendo notoria la producción de tejidos típicos de algodón, sestearía, muebles de madera, escobas y sombreros de palma, azúcar, panela, jarcia, hamacas de henequén, artículos en cuero, etc.
En el departamento de Petén (del 100 % de su población) tiene un 60.8 % en pobreza o un 20.2 % en pobreza extrema según datos del PNUD 2014. 

## Centros turísticos y arqueológicos

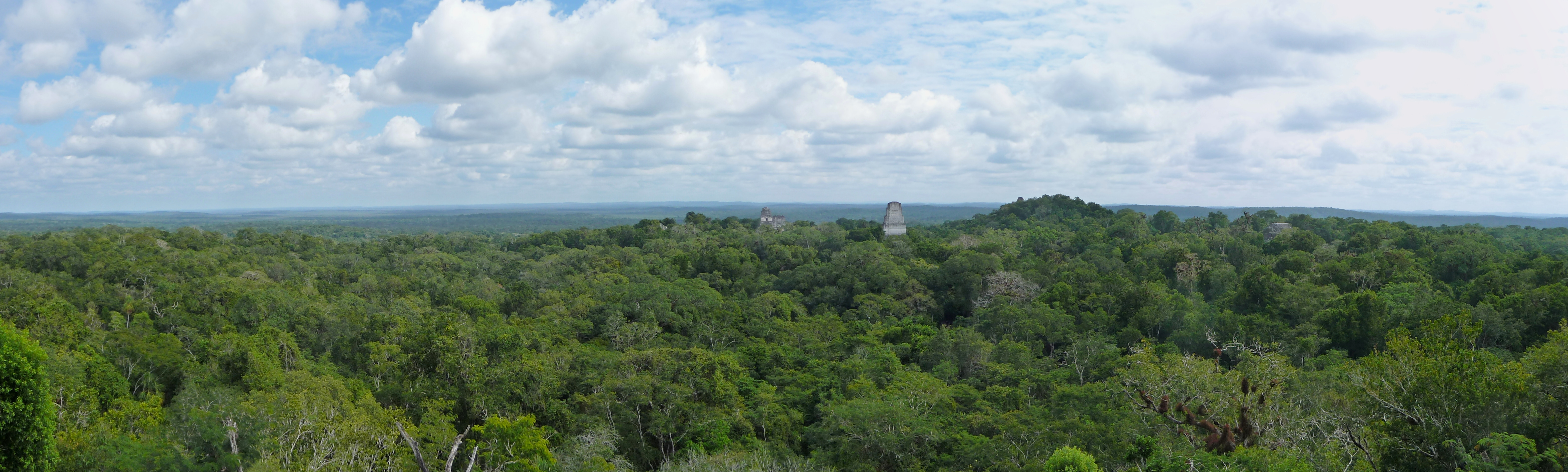
Parque nacional Tikal donde se encuentra la ciudad de Tikal, la mayor del Clásico Maya, rodeada de una gran diversidad biológica.

En el Petén se desarrolló, principalmente durante el periodo clásico mesoamericano, la cultura maya y en él se encuentra una gran concentración de antiguas ciudades de esta civilización; entre dichas ciudades se encuentran:
| Clasificación | Listado |
| ------------- | --- |
| Yacimientos   | - El Mirador - El Pesquero - Nakbé - Dos Pilas - Tikal - Río Azul - Ceibal - Cival - San Bartolo - Uaxactún - Piedras Negras - Aguateca - El Naranjo - Yaxhá - Tayasal - Altar de Sacrificios - Ixkún - Ixtutz - El Zotz - Ixlú - Arroyo de Piedra - La Corona - Kinal - La Amelia - La Blanca - La Joyanca - Machaquilá - Motul de San José - Nakbé - La Muerta - Naachtún - Naj Tunich - El Naranjo - Nakum - San Bartolo - Punta de Chimino - Sacul - Pajaral - Río Azul - Tamarindito - Topoxté - Cancuén - Tres Islas - Uaxactún - Ucanal - Wakná - La Florida - El Porvenir - El Güiro - Waká - Witzná - Zacpetén - Xulnal - Zapote Bobal |

Petén también posee sitos turísticos como las grutas de Jobtzinaj, así como Naj Tunich, la cueva que inició el interés por las cuevas mayas entre los arqueólogos. El lago Petén Itzá, la Laguna de Yaxhá y la de Sacnab, y los ríos que pertenecen a la denominada cuenca del Petén, la cuenca del Mirador y la cuenca del Usumacinta.[cita requerida]

## Educación
En la Ciudad de Santa Elena de la Cruz y el departamento existen dependencias de las siguientes universidades:
1. Universidad de San Carlos de Guatemala-CUDEP
2. Universidad Mariano Gálvez
3. Universidad Galileo
4. Universidad Panamericana
5. Universidad Rural
6. Universidad Da vinci de Guatemala

## Música
Petén cuenta con pocos músicos y grupos musicales, destacando entre ellos: El Tambor de la Tribu (rock alternativo), Los Phoenix (soka), Paradise Band (reggae), Raúl Triquez (mixto), Ron Kalua (cumbia), Café con Leche (rock alternativo), La Niña Petenera, La Raza, Kayland (rock indie).

## Galería
| Imágenes de Petén           |                                             |                                         |                            |                               |           |
|                             |                                             |                                         |                            |                               |           |
| Estructura 34 de El Mirador | Complejo de La Danta (al fondo), El Mirador | En la cima de la gran pirámide de Nakbé | Plaza Central de Tikal     | Dintel del Templo IV de Tikal | Ceibal    |
|                             |                                             |                                         |                            |                               |           |
| Isla de Flores              | Usumacinta                                  | Aguateca                                | Orilla del Lago Petén Itzá | Trono de Piedras Negras       | Dos Pilas |